# Diabelskie Mosty

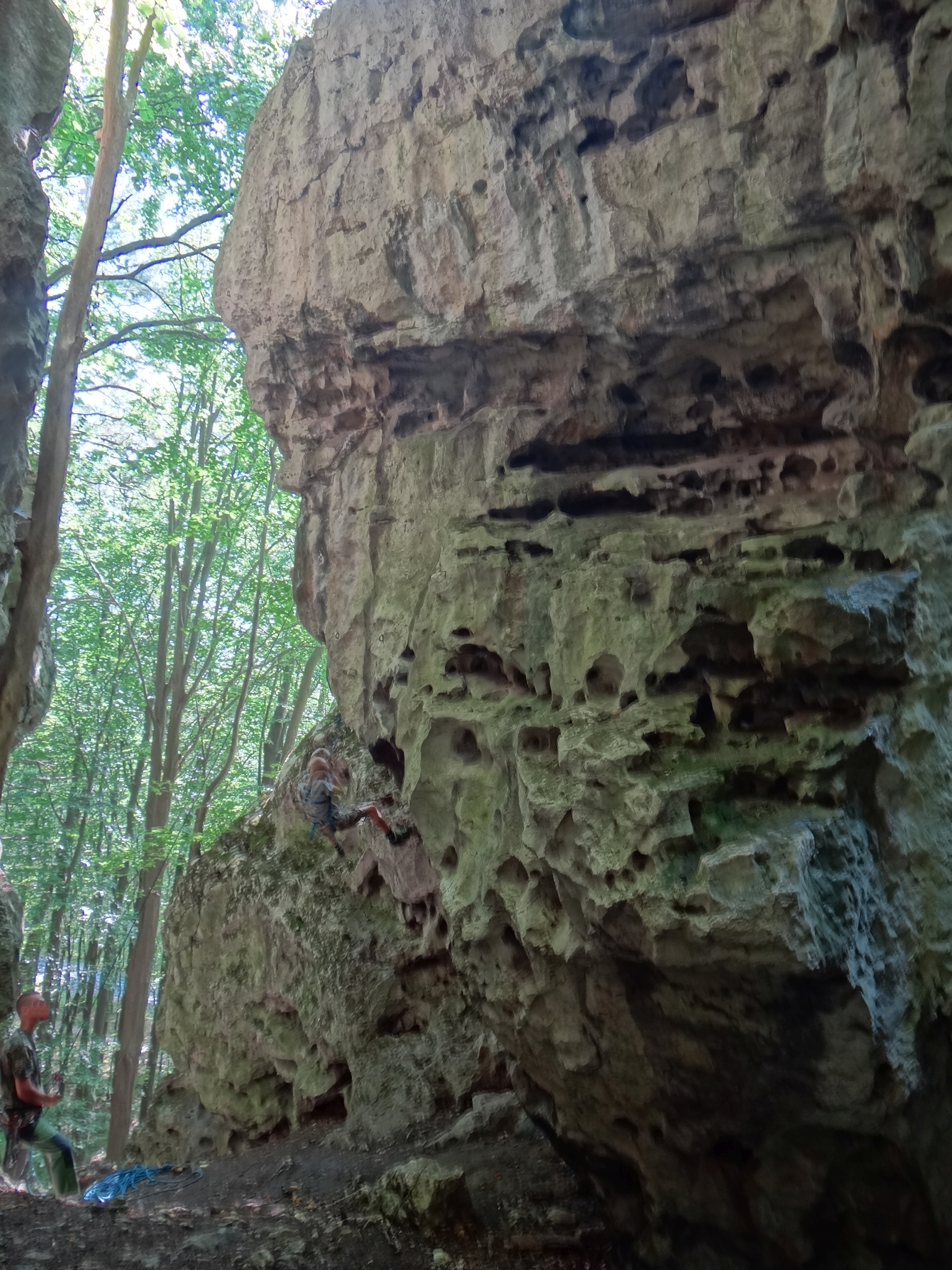
Wspinaczka na jednej ze skał

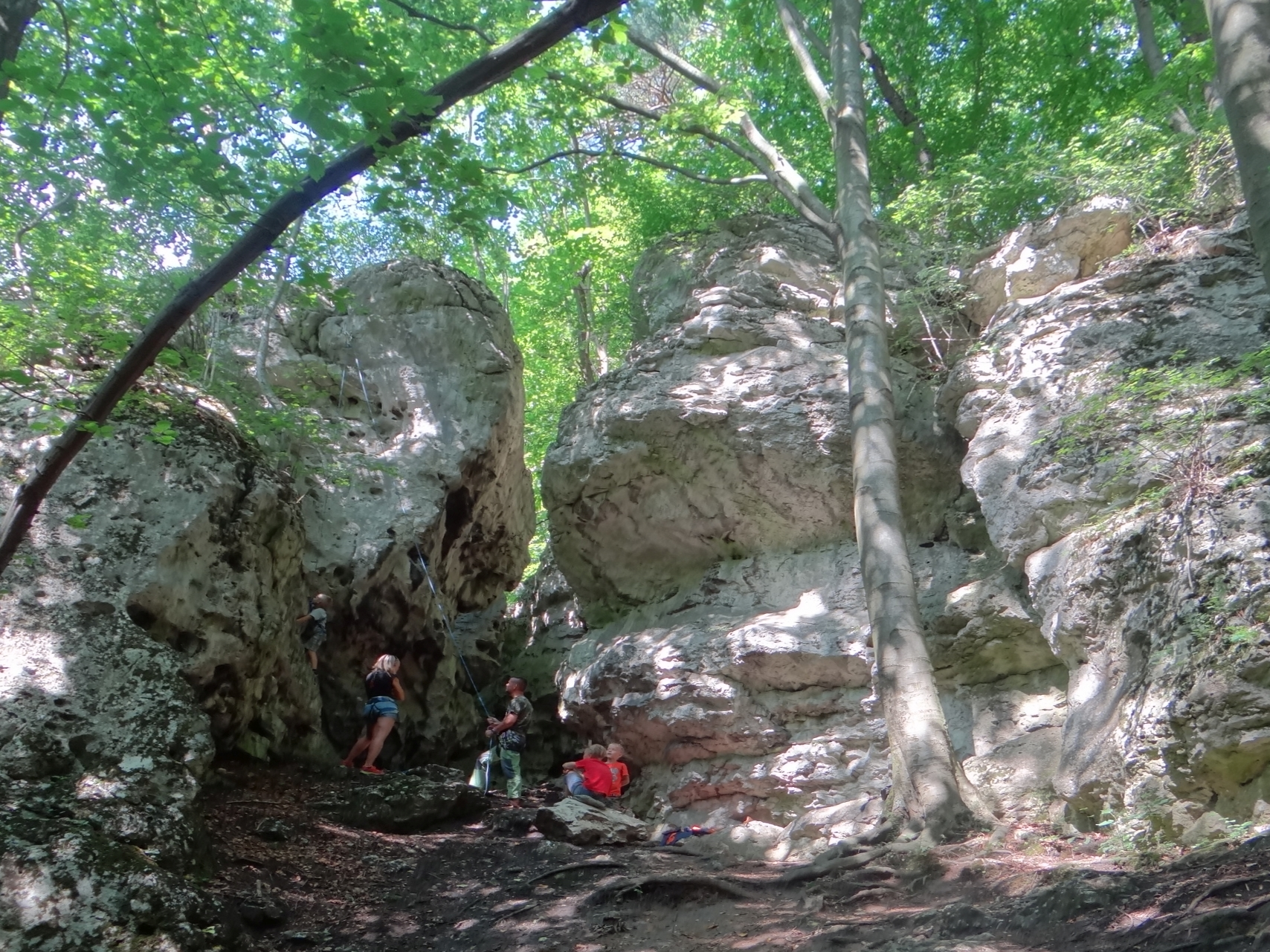
Diabelskie Mosty

Diabelskie Mosty – skały w miejscowości Siedlec w gminie Janów, w powiecie częstochowskim, w województwie śląskim. Znajdują się w lesie przy drodze wojewódzkiej nr 793, na odcinku między Żarkami a Janowem, nieco powyżej źródeł Wiercicy.
Są to zbudowane z wapienia 3 skały o wysokości 15-18 m. W górnej części skał znajduje się Schronisko nad Diabelskimi Mostami. Nazwę skałom nadał poeta Zygmunt Krasiński (1812-1859), który często tędy spacerował.
Skały znajdują się w obrębie rezerwatu przyrody Parkowe. Pod względem geograficznym jest to obszar Równiny Janowskiej na Wyżynie Częstochowskiej w obrębie Parku Krajobrazowego Orlich Gniazd. 
Ze skałami związane są legendy. Jedna z nich mówi o diable, który wypatrując Twardowskiego na Księżycu wpadł w szczelinę między skałami i uwiązł w niej. Aby ponownie nie wpaść do szczelin, wyczarował ponad nimi pomosty. Faktycznie zaś pomosty ponad szczelinami oddzielającymi poszczególne skały kazał wybudować Krasiński. Przetrwały one do lat 60. XX wieku. Według drugiej legendy na skałach istniał diabelski zamek Tatarzyna, który za sprawą diabła zapadł się pod ziemię.
W czasie II wojny światowej oddział partyzantów AK, Twardego” zorganizował przy skałach udaną zasadzkę na nazywanego Krwawym Julkiem niemieckiego kata miejscowej ludności Juliana Schuberta.
W pobliżu skał jest parking samochodowy, a obok skał biegnie Szlak Orlich Gniazd.

## Drogi wspinaczkowe
Diabelskie Mosty są obiektem wspinaczki skalnej. Wspinacze opisują je jako Diabelskie Mosty I, Diabelskie Mosty II i Diabelskie Mosty III. Skały mają miejscami połogie, miejscami pionowe lub przewieszone ściany z filarami, kominami i zacięciami. Wspinacze poprowadzili na nich 25 dróg wspinaczkowych o trudności od IV+ do VI.5+ w skali Kurtyki. Wszystkie mają zamontowane stałe punkty asekuracyjne: ringi (r)i ringi zjazdowe (rz) lub dwa ringi zjazdowe (drz).

Diabelskie Mosty I
1. Agent dołu; 6r + rz, VI.4/4+, 17 m
2. Diabelska dogrywka; 6r + rz, VI.5, 17 m
3. Gdzie przykazań brak dziesięciu 5r + rz, VI.5, 17 m
4. Piekło jest we mnie; 5r + rz, VI.4, 17 m
5. Hell bells; 5r + rz, VI.1+, 17 m
6. Highway to hell; 5r + rz, VI.4, 16 m
7. Now many, now ticket; 5r + rz, VI.1, 16 m
8. Lucyfer; 5r + drz, VI.2, 15 m
9. Wolant; 6r + rz, VI.4/4+, 15 m
10. Messer; 5r + rz, VI.5, 15 m
11. Znikający biceps; 6r + rz, VI.4, 15 m
12. Pandemonium; 5r + rz, VI.3+, 15 m
13. Moczary; 4r + rz, VI.2, 15 m
14. Diabelskie sztuczki; 6r + rz, VI.1, 16 m
15. Zuzia; 6r + rz, VI.2, 16 m[2].

Diabelskie Mosty II
1. Gdzie diabeł nie może; 4r + rz, VI.5/5+, 15 m
2. Czarci rowek; 4r + rz, VI.3+, 16 m
3. Powrót piekieł; 5r + rz, VI.2, 16 m
4. Prostowanie piekła; 5r + rz, VI.2+, 16 m
5. Kostucha; 4r + rz, VI.1+, 15 m[2].

Diabelskie Mosty III
1. Kostucha; 4r + rz, VI.1+, 15 m
2. Kitek mały; 4r + rz, VI+, 15 m
3. Ostatni dzwon; 3r + rz, V+, 12 m
4. Pożegnanie z rysą; 1r + rz, IV+, 12 m[2].